# RAYERED
 RAYERED株式会社（レイヤード、 英: RAYERED inc,）は、神奈川県横浜市中区に本社をおく、人材のコンサルティング事業を行う企業である。

## 概要
人材派遣会社で働いていた代表の尾登が2008年12月に仲間と共に設立。社名の由来は、Ray(光)とLayer(層)という言葉を組み合わせた造語で、「未来が温かいものであるように」との願いが込められている。RAYERED 独自の適性診断(採用時適性診断・社内用適性診断) を行い、その診断結果を機械的に処理するだけでなく、採用面接の同席や教育研修を行うことにより、人を介してのフィードバックを各企業に行っている。2012年には、明治学院大学異業種勉強会 理事就任、異文化経営学会所属、横浜FCプレミアムメンバーになった。